# 木の十字架少年合唱団
木の十字架少年合唱団 (きのじゅうじかしょうねんがっしょうだん、フランス語: Les Petits Chanteurs à la Croix de Bois) はフランス・パリに本拠を置く少年合唱隊である。英語では、The Little Singers of the Wooden CrossまたはThe Little Singers of Parisとして知られていて、日本語ではパリ木の十字架少年合唱団という場合も多い。
1907年のパリにその起源があり、第二次世界大戦中には一時リヨンへ移動したが、またパリへもどり、その後国内はもとより国外で広く公演している。 

## 参照
1. ↑   

2018年12月には京都コンサートホールに於いてクリスマス・コンサートを開き、
京都市少年合唱団と共演した。

History of the Liitle Singers of the Wooden Cross